# إيرل سي. ماثيوز
إيرل سي. ماثيوز هو سياسي أمريكي، ولد في 26 مارس 1879 في مقاطعة ماثيوز في الولايات المتحدة، وتوفي في 12 يونيو 1953 في نورفولك في الولايات المتحدة. نشط حزبياً في الحزب الديمقراطي. وقد انتخب عضو مجلس ولاية فرجينيا ‏.